# Noah Emmerich
Noah Nicholas Emmerich (n. 27 februarie 1965, New York City, New York, SUA) este un actor și regizor american. A jucat în filme ca Fete frumoase (Beautiful Girls, 1996), The Truman Show (1998), Frecvența vieții (2000), Miracolul (2004), Mici copii (Little Children, 2006) sau Super 8 (2011). În 2019 a primit Premiul Critics' Choice pentru Televiziune pentru cel mai bun actor într-un rol secundar într-un serial dramatic (Critics' Choice Television Award for Best Supporting Actor in a Drama Series) pentru rolul agentului FBI Stan Beeman în serialul FX Americanii (The Americans).  

## Filmografie

### Film
| An   | Titlu                           | Rol                          | Note              |
| ---- | ------------------------------- | ---------------------------- | ----------------- |
| 1993 | Ultima aventură                 | Rookie                       |                   |
| 1994 | Laura Sobers                    | Dale                         | Scurtmetraj       |
| 1996 | Fete frumoase                   | Michael "Mo" Morris          |                   |
| 1997 | Orașul polițiștilor             | Ajutor de șerif Bill Geisler |                   |
| 1998 | The Truman Show                 | Louis Coltrane / Marlon      |                   |
| 1999 | Life                            | Stan Blocker                 |                   |
| 1999 | Crazy in Alabama                | Șerif Raymond                |                   |
| 1999 | Tumbleweeds                     | Vertis Dewey                 |                   |
| 2000 | Love & Sex                      | Eric                         |                   |
| 2000 | Frequency                       | Gordo Hersch                 |                   |
| 2001 | Julie Johnson                   | Rick Johnson                 |                   |
| 2002 | Windtalkers                     | Private Chick                |                   |
| 2003 | Beyond Borders                  | Elliot Hauser                |                   |
| 2004 | Miracle                         | Craig Patrick                |                   |
| 2004 | Cellular                        | Jack Tanner                  |                   |
| 2006 | Little Children                 | Larry Hedges                 |                   |
| 2007 | Joulutarina                     | Nikolas                      | Dublaj în engleză |
| 2008 | Pride and Glory                 | Francis Tierney, Jr.         |                   |
| 2010 | Sympathy for Delicious          | Rene Faubacher               |                   |
| 2010 | Trust                           | Al Hart                      |                   |
| 2010 | Fair Game                       | Bill Johnson                 |                   |
| 2011 | Super 8                         | Colonelul Nelec              |                   |
| 2011 | Warrior                         | Dan Taylor                   |                   |
| 2012 | The Fitzgerald Family Christmas | Francis "FX" Xavier          |                   |
| 2013 | Blood Ties                      | Lt. Connellan                |                   |
| 2016 | Jane Got a Gun                  | Bill Hammond                 |                   |
| 2017 | The Wilde Wedding               | Jimmy Darling                |                   |
| TBA  | The Good Nurse                  |                              | Filmări           |

### Televiziune
| An        | Titlu                             | Rol                  | Note                               |
| --------- | --------------------------------- | -------------------- | ---------------------------------- |
| 1993      | Flying Blind                      | Ronald               | Episodul: "The Long Goodbye"       |
| 1993      | Precious Victims                  | Patrolman            | Film TV                            |
| 1994      | NYPD Blue                         | Eddie                | Episodul: "Serge the Concierge"    |
| 1994      | Jack Reed: A Search for Justice   | Cop #1               | Film TV                            |
| 1995      | Melrose Place                     | Sam Bennett          | Episode: "Love and Death 101"      |
| 1995      | If Someone Had Known              | Officer Ed Hurt      | Film TV                            |
| 1996      | Smoke Jumpers                     | Rhino                | Film TV                            |
| 2000      | The West Wing                     | Bobby Zane           | Episodul: "Take This Sabbath Day"  |
| 2000      | Wonderland                        | Johnny               | Episodul: "Spell Check"            |
| 2005      | Sometimes in April                | Lionel Quaid         | Film TV                            |
| 2005      | Law & Order: Special Victims Unit | Ofițer Pete Breslin  | Episodul: "Ripped"                 |
| 2009      | Monk                              | Roderick Brody       | Episodul: "Mr. Monk and the Bully" |
| 2009–2010 | White Collar                      | Garrett Fowler       | 5 episoade                         |
| 2010      | The Walking Dead                  | Dr. Edwin Jenner     | Episoadele: "Wildfire" & "TS-19"   |
| 2010–2011 | Backwash                          | Sgt. Benjamin Belter | 5 episoade                         |
| 2013–2018 | The Americans                     | Stan Beeman          | 75 episoade                        |
| 2015      | Master of None                    | Mark                 | Episodul: "The Other Man"          |
| 2016–2019 | Billions                          | Freddy Aquafino      | 3 episoade                         |
| 2019      | The Hot Zone                      | Lt. Col. Jerry Jaax  | 6 episoade                         |
| 2019      | The Spy                           | Dan Peleg            | 6 episoade                         |
| 2020–2022 | Space Force                       | Kick Grabaston       | Rol secundar                       |
| 2021      | The Walking Dead: World Beyond    | Dr. Edwin Jenner     | Episodul: "The Last Light"         |
| 2022      | Suspicion                         | Scott Anderson       | Rol principal                      |
| 2022      | Dark Winds                        | Whitover             | Rol principal                      |

### Ca regizor
| An        | Titlu         | Note       |
| --------- | ------------- | ---------- |
| 2015–2017 | The Americans | 3 episoade |
| 2017–2018 | Billions      | 2 episoade |

## Premii și nominalizări
| An   | Premiu                                      | Categorie                                                | Lucrare          | Rezultat     | Ref.  |
| ---- | ------------------------------------------- | -------------------------------------------------------- | ---------------- | ------------ | ----- |
| 2011 | Premiul Saturn                              | Best Guest Starring Role on Television                   | The Walking Dead | Nominalizare | [ 1 ] |
| 2013 | Premiile Critics' Choice pentru Televiziune | Best Supporting Actor in a Drama Series                  | The Americans    | Nominalizare | [ 2 ] |
| 2019 | Premiile Critics' Choice pentru Televiziune | Best Supporting Actor in a Drama Series                  | The Americans    | Câștigat     | [ 3 ] |
| 2019 | Premiul Sindicatului Actorilor              | Outstanding Performance by an Ensemble in a Drama Series | The Americans    | Nominalizare |       |